# Por quién doblan las campanas
Por quién doblan las campanas (en inglés, For Whom the Bell Tolls) es una novela publicada en 1940. Su autor, Ernest Hemingway, participó en la guerra civil española como corresponsal,  lo que le permitió presenciar los acontecimientos que ocurrieron durante la contienda.
El título de la novela procede de la Meditación XVII de Devotions Upon Emergent Occasions, obra perteneciente al poeta metafísico John Donne, y que data de 1624:

No man is an iland, intire of it selfe; every man is a piece of the Continent, a part of the maine; if a clod bee washed away by the Sea, Europe is the lesse, as well as if a Promontorie were, as well as if a Mannor of thy friends or of thine owne were; any mans death diminishes me, because I am involved in Mankinde; And therefore never send to know for whom the bell tolls; It tolls for thee...
Nadie es una isla, completo en sí mismo; cada hombre es un pedazo del continente, una parte de la masa. Si el mar se lleva un terrón, toda Europa queda disminuida, tanto como si fuera un promontorio, o la casa señorial de uno de tus amigos, o la tuya propia. La muerte de cualquier hombre me disminuye porque estoy ligado a la humanidad; y por consiguiente, nunca hagas preguntar por quién doblan las campanas: doblan por ti.
en John Donne, Devotions Upon Emergent Occasions, Meditación XVII

## Sinopsis
La trama se desarrolla en España durante la guerra civil española, y se articula en torno a la historia de Robert Jordan, un profesor de español oriundo de Montana, que lucha como especialista en explosivos en el lado republicano. El general Golz le encarga la destrucción de un puente, vital para evitar la contraofensiva del bando sublevado durante la ofensiva de Segovia.
Jordan llega a la zona, situada detrás de las líneas enemigas, guiado por un viejo, Anselmo. Allí, se encuentra con que el jefe de la banda que debe ayudarle a volar el puente, Pablo, es un borracho acobardado. Pero también conoce a María, una muchacha joven de la que enseguida se enamora, y a Pilar, la mujer de Pablo. Pilar es una mujer ruda y fea, pero valiente y de una gran voluntad; tiene una gran lealtad a la República y ayuda mucho a Jordan tanto en la misión del puente como en lo personal con María. María es un personaje que en realidad está inspirado en María Sans, natural de Arbeca (Lérida) y a la que el escritor conoció en el hospital donde ella trabajaba de enfermera.
Durante los días precedentes al momento acordado del ataque, Jordan descubre el amor y la importancia de la vida. Pero Jordan también entiende que seguramente morirá y no podrá ir a Madrid con María, como él querría.
En el sentido recóndito e intestino, Por quién doblan las campanas, es una insinuación de la multiplicidad del ser que se hace desde el título del libro, si se quiere desde el mismo enunciado. El hombre forma parte de un «ser colectivo» constituido por todos los hombres; inexorablemente cuando algo de la existencia desaparece es una parte que se desmorona del «ser único» que conforma la humanidad (la unión de todos los seres), que emana la existencia como una rúbrica social. De ahí las palabras de John Donne: «La muerte de cualquier hombre me disminuye, porque estoy ligado a la humanidad; y por consiguiente, nunca hagas preguntar por quién doblan las campanas: doblan por ti».

## Personajes
- Robert Jordan: estadounidense, especialista en explosivos y demoliciones. Se enamora de María.
- Anselmo: Tiene 68 años, y es un excelente guía y soldado, mejor amigo de Jordan durante la destrucción del puente.
- Pablo: Líder de una banda de guerrilleros. Es listo, traicionero, astuto y alcohólico.
- Rafael: Miembro gitano de la banda de Pablo.
- María: Joven de 19 años, protegida de Pilar. Tuvo una experiencia traumática a manos fascistas. Se enamora de Robert Jordan.
- Pilar: Esposa de Pablo, y de sangre gitana, auténtica líder de la banda.
- Agustín: Miembro de la banda de Pablo.
- El Sordo: Líder de otra banda de guerrilleros.
- Fernando: Miembro de la banda de Pablo, de mediana edad.
- Andrés: Miembro de la banda de Pablo y hermano de Eladio.
- Eladio: Al igual que su hermano, Eladio es un miembro de la banda de Pablo.
- Primitivo: Joven miembro de la banda de Pablo.
- Joaquín: Adolescente, miembro de la banda del Sordo, y comunista entusiasta.

## Temática
La muerte es uno de los temas principales de la novela. Cuando ordenan a Robert Jordan volar el puente, él sabe que no sobrevivirá. Pablo y El Sordo, líderes de las bandas de guerrilleros republicanos, también son capaces de ver ese inevitable destino. Prácticamente la totalidad de los personajes del libro reflexionan sobre sus propias muertes.
La camaradería y el sacrificio ante la muerte abundan a lo largo de la novela. Robert Jordan, Anselmo y otros están listos para hacer todo lo que se espera de un buen hombre, es decir, el sacrificio de la misma vida. Los frecuentes abrazos entre camaradas refuerzan esa sensación de compañerismo cercano frente a la muerte. Un incidente respecto a la muerte de la familia del personaje de Joaquín sirve como perfecto ejemplo de ello: tras conocer la trágica noticia, los camaradas de Joaquín lo abrazan y consuelan diciéndole que ahora ellos serán su familia. Rodeando este amor confraternal entre camaradas se encuentra el amor por la tierra de España. El amor por un lugar, por unos sentidos, y por la vida misma, son representados mediante el suelo cubierto de agujas de pino que encontramos en el bosque —descrito al comienzo y, conmovedoramente, al final de la novela— cuando Robert Jordan yace moribundo sintiendo el latir de su corazón contra el suelo cubierto de agujas de pino.
El suicidio surge siempre como alternativa al sufrimiento. Muchos de los personajes, incluido Robert Jordan, prefieren la muerte a la captura y están dispuestos a suicidarse, ser abatidos o matar para evitarlo. Conforme la historia concluye, Robert Jordan, herido e incapaz de viajar con sus compañeros, espera una emboscada final que acabe con su vida. Se prepara para el cruel desenlace que podría suponer el suicidio como medio de evitar la captura o la inevitable tortura para extraerle información, seguida de la muerte a manos del enemigo. Pese a todo, espera evitar el suicidio parcialmente debido a que su padre, a quien él ve como a un cobarde, se suicidó. Robert Jordan comprende el suicidio pero no lo aprueba, y piensa que «hay que hallarse terriblemente replegado sobre uno mismo para hacer una cosa como esa». La opinión de Robert Jordan sobre el suicidio podría ser usada para analizar el suicidio de Hemingway 21 años después. El padre de Hemingway también se había suicidado y se trata de un tema recurrente en sus obras.
La novela explora la ideología política y la naturaleza del fanatismo. Tras advertir la facilidad con la que emplea el tópico de «enemigo del pueblo», Jordan pasa rápidamente a adentrarse en las discusiones y opina que «para ser fanático hay que estar absolutamente seguro de tener la razón y nada infunde esa seguridad, ese convencimiento de tener la razón como la continencia. La continencia es el enemigo de la herejía». Más adelante en el libro, Robert Jordan explica la amenaza del fascismo en su país.

Robert Jordan, rebañando la salsa de su cuenco de barro con un trozo de pan, explicó cómo funcionaba el impuesto sobre la renta y sobre la herencia. 
—Pero las grandes propiedades siguen existiendo —dijo—, y hay también impuestos sobre el suelo.
—Pero, seguramente, los grandes propietarios y los ricos harán una revolución contra esos impuestos. Esos impuestos me parecen revolucionarios. Los ricos se levantarán contra el Gobierno cuando se vean amenazados, igual que han hecho aquí los fascistas —dijo Primitivo—.
—Es posible.
—Entonces tendréis que pelear en vuestro país como lo estamos haciendo aquí.
—Sí, tendríamos que hacerlo.
—¿Hay muchos fascistas en vuestro país?
—Hay muchos que no saben que lo son, aunque lo descubrirán cuando llegue el momento.

En la misma conversación que mantiene Robert Jordan con los demás, se da cuenta de cómo hay políticas populistas en Estados Unidos en ese momento, a saber, la Ley de Asentamientos Rurales, que era ampliamente usada por los colonos estadounidenses para establecerse en el Oeste desde 1863.

Robert Jordan explicó el sistema. No se le había ocurrido nunca que fuese una reforma agraria.
—Eso es magnífico —dijo Primitivo—. Entonces es que tenéis el comunismo en tu país.

—No, eso lo hace la República.

La adivinación aparece como un medio alternativo de percepción. Pilar, la mujer de Pablo, lee las palmas de las manos entre otras cosas. Cuando Robert Jordan cuestiona sus verdaderas habilidades, ella replica: «Porque eres un milagro de sordera. No es que seas un idiota. Eres simplemente sordo. Un sordo no puede oír la música. No puede oír la radio. Entonces, como no las oye, como no las ha oído nunca, dice que esas cosas no existen».

## Alusiones a hechos y personajes reales
La acción de la novela se desarrolla a finales de mayo de 1937, durante la preparación de la Ofensiva de Segovia.
De modo general, el trágico destino de la causa republicana sirve de telón de fondo a lo largo de toda la novela. Robert Jordan, por ejemplo, hace constar que sigue a los comunistas debido a su disciplina en una alusión implícita a las divergencias y luchas intestinas dentro de las distintas facciones del bando republicano.
La escena descrita en el décimo capítulo en el que Pilar narra el asesinato de varios «fascistas» de su pueblo está basada en hechos acaecidos en Ronda (Málaga) en 1936. Aunque años más tarde Hemingway declaró haberla inventado.
También aparecen en el libro algunos personajes reales como:
- Andrés Nin, cofundador del POUM, del que se burla Karkov en el capítulo 18.
- Indalecio Prieto, exdirigente del PSOE.
- Los generales José Miaja, responsable de la defensa de Madrid en octubre de 1936 y Vicente Rojo son mencionados en el capítulo 35.
- Dolores Ibárruri, la Pasionaria, es descrita prolijamente en el capítulo 32.
- Robert Hale Merriman, líder de los voluntarios estadounidenses en las Brigadas Internacionales y bien conocido por Hemingway, pudo haber servido de modelo para Robert Jordan.
- János Gálicz (general Gal) blanco de las antipatías de Hemingway, y que en la obra se llama General Gall.
- André Marty, con un alto puesto en las Brigadas Internacionales, detiene un mensaje de Robert Jordan al general Golz.

A finales de la década de 1990 salió a la luz la autobiografía Memorias de un saboteador de Iliá Stárinov. Este militar ruso participó, además de en todas las contiendas bélicas de la URSS de la primera mitad del siglo XX, en la Guerra Civil de España. En ella fue instructor de los saboteadores republicanos y partícipe de muchas de sus acciones. En su libro Stárinov cuenta que varias veces el propio Hemingway los acompañó a la retaguardia y que el prototipo de Robert Jordan fue Alex, un judío americano de las Brigadas Internacionales que formaba parte de su grupo de saboteadores. Los que conocieron a Stárinov dicen que Hemingway tomó sus cualidades militares para su personaje.

## En la cultura popular
En 1943, se estrenó la película inspirada en este libro, dirigida por Sam Wood.
La banda de thrash metal Metallica compuso una canción en el año 1984, de nombre For Whom the Bell Tolls (Por quién doblan las campanas). La canción está incluida en el álbum Ride the Lightning.
El cuarto capítulo del videojuego Paper Mario: The Thousand Year Door es nombrado igual que el libro (Por quién doblan las campanas). Esta referencia es tanto en inglés como en español.
La banda Bee Gees llegó al Top Five en Inglaterra en 1993, con su composición "For Whom the Bell Tolls", también inspirada en Hemingway.
El grupo Los Flechazos se inspiró en la obra de Hemingway para componer el tema "Tres días", incluido en su álbum Preparados, listos, ya! (1991).
La banda de punk-rock Los Muertos de Cristo incluye en su álbum Rapsodia Libertaria Vol II (2007) la canción Por Quién Doblan Las Campanas?
El título del videojuego de Nintendo sobre el príncipe de sable es «Kaeru no Tame ni Kane wa Naru» (Es por las ranas por quien doblan las campanas), haciendo referencia a la novela.
En Mass Effect 2, con la expansión del Corredor Sombrío, se puede espiar a varios de los personajes del grupo de Shepard, pudiendo indagar que Grunt ha estado leyendo por la Extranet varios libros sobre historias bélicas de la humanidad, entre ellos Por Quién Doblan las Campanas.
En The Walking Dead, de Telltale Games, uno de los personajes (Chuck) dice esta frase junto con la respuesta "It tolls for thee"("Doblan por ti") al comienzo del episodio 4 de la temporada 1; esto haciendo alusión a la situación en la que se encontraban: rodeados por caminantes atraídos por el ruido de campanas cercanas.
En Hearts of Iron IV, junto al DLC La Résistance, se puede obtener el logro «The bell tolls for us» (Las campanas repican para nosotros) al ganar la guerra civil española como la España Republicana.
En Cyberpunk 2077, durante la misión Héroes/El Rey se puede encontrar el libro favorito de Jackie Wells, Por quién doblan las campanas.
En My Little Pony: La magia de la amistad, el décimo noveno episodio de la cuarta temporada, tiene un juego de palabras en su título "For Whom The Sweetie Belle Toils", inspirada en la novela de Hemingway.